# 黒瀧まりあ
黒瀧 まりあ（くろたき まりあ、1991年2月12日 - ）は、日本の女性ファッションモデル。162センチメートル・80-57-80。北海道出身。以前は札幌在住であったが現在は東京在住。東京のモデル事務所「エープラス」に所属。女性ファッション雑誌『小悪魔ageha』への登場から主に知られてきた。

## 来歴
デビューのきっかけはスカウト。2009年に『小悪魔ageha』の専属モデルとなった。翌2010年には東京ガールズコレクションの沖縄場所に出場、さらにテレビ朝日の日曜ナイトドラマ『女帝薫子』で一役を演じるなどの活動もあった。
2012年5月発売の『小悪魔ageha』誌6月号にて、イギリスへの語学留学の予定を発表、同時にそれから1年後となる帰国の時まで同誌の専属モデルを辞退する旨を伝えている。
のちには2012年創刊・翌2013年隔月刊行化のファッション誌『LARME〔ラルム〕』に菅野結以や瑛茉ジャスミンと並び誌面を代表するモデルとして登場するようにもなっている。

## 主な出演

### 雑誌
- 『小悪魔ageha』（インフォレスト）
- 『LARME』（徳間書店）

### テレビ番組
- 『BACK STAGE PASS 〜SAPPORO〜』（2009年10月 - 2010年1月、HBCテレビ）
- 『女帝薫子』（2010年5月2日 - 6月13日、テレビ朝日）[13]

### その他
- ランウェイ：東京ガールズコレクション[8]
- スチール：『Diamond Lash プレミアイズ』[8]
- テレビCM：『ボリュームシリーズver』（Diamond Lash、2010年） 共/武藤静香、八鍬里美[14]
- ラジオ番組：『BACK STAGE PASS』[8]